# Bryoxena
Bryoxena là một chi bướm đêm thuộc họ Noctuidae.

## Các loài
- Bryoxena centralasiae (Staudinger, 1882)